# Václav Edvard Beneš
Václav Edvard Beneš (* 1. ledna 1931) je česko-americký matematik, známý pro své příspěvky k teorii náhodného procesu, k teorii hromadné obsluhy a k teorii řízení. Také se podílel na vývoji telekomunikačních spínačů.

## Život
Studoval pod vedením Johna George Kemenyho. Doktorát v oboru matematiky získal na Princetonské univerzitě v roce 1953 na základě práce o matematické logice. Poté pracoval do roku 1987 pro Bellovy laboratoře, kde přispěl k teorii Kalmanova filtru a k teorii Benešovy sítě (Beneš network). V 80. letech 20. století také přednášel na Kolumbijské univerzitě. Od roku 1987 pokračoval v nezávislém publikování. V roce 1990 byl za své příspěvky ke struktuře propojení telefonních sítí zvolen členem Institutu pro elektrotechnické a elektronické inženýrství (IEEE Fellow). V roce 2000 byla na Kolumbijské univerzitě k uctění jeho 70. narozenin uspořádána slavnost s názvem Benesfest. Je autorem dvou odborných knih a zároveň spoluautorem několika desítek odborných článků.
V roce 1985 se přestěhoval do Millburnu ve státě New Jersey, kde se věnoval horolezectví jako člen Amerického alpského klubu (American Alpine Club). V současnosti vede místní historickou společnost. Je prasynovcem československého prezidenta Edvarda Beneše a politika Vojty Beneše. Sochařka Emilie Benes Brzezinski byla jeho sestra. Jeho manželka Janet je dcerou Philipa Franklina a neteří Norberta Wienera.

## Dílo
- Obecné nahodilé procesy v teorii řad (General stochastic processes in the theory of queues, Addison-Wesley, 1963)
- Matematická teorie propojovacích sítí a telefonního provozu (Mathematical Theory of Connecting Networks and Telephone Traffic, Academic Press, 1965)